# 메건 파렌복

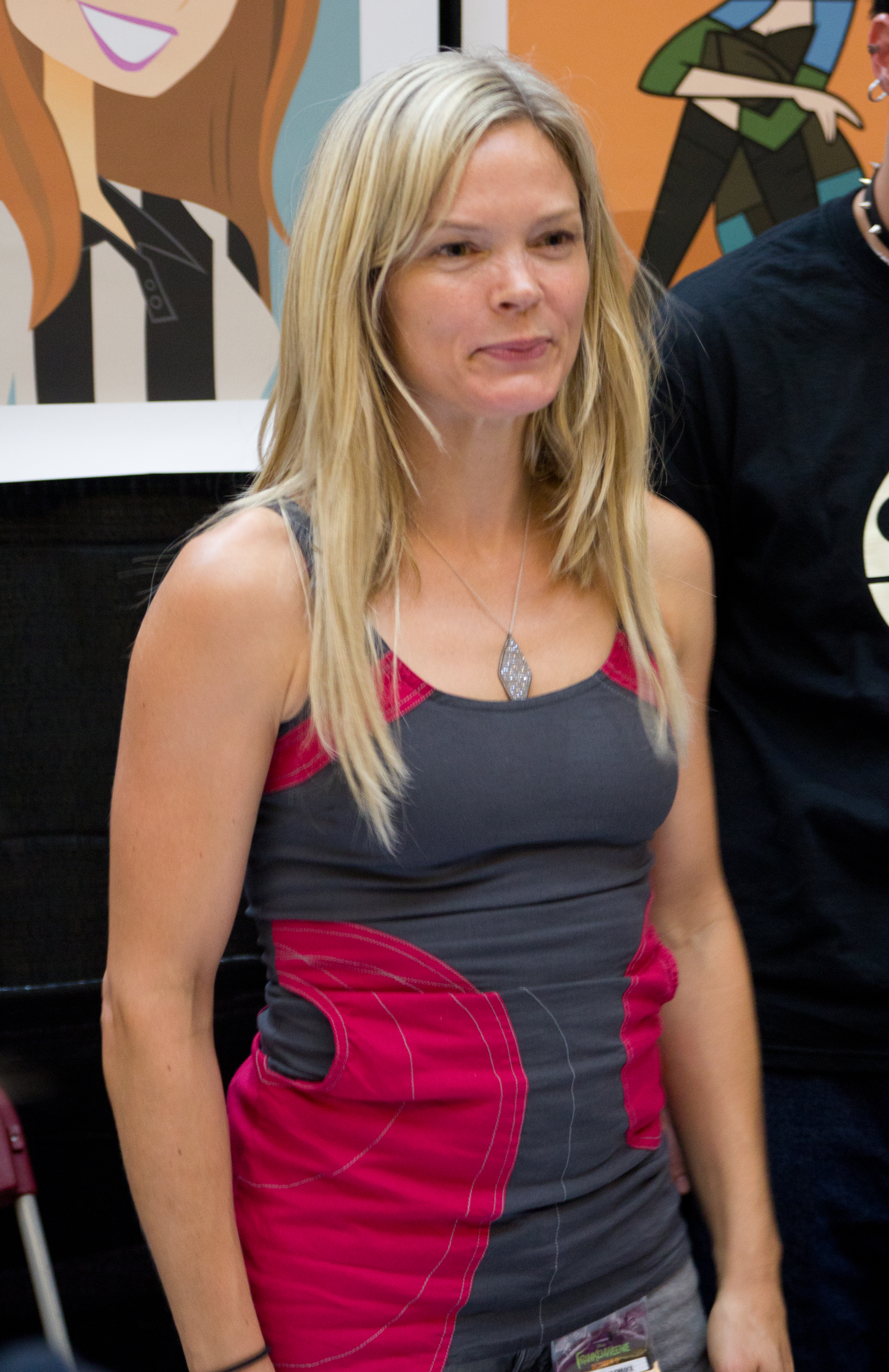

메건 파렌복(Megan Fahlenbock, 1971년 6월 30일 ~ )은 캐나다의 배우, 영화배우, 성우이다.
토론토에서 태어났다.

## 영화
- 라이프 온 더 리버 (2011년)
- 더 데스 오브 앨리스 블루 (2009년)
- 후키드 온 스피드맨 (2008년)
- 베이비 포뮬라 (2008년)
- 샘스 레이크 (2005년) - 멜라니 역
- 레지던트 이블 2 (2004년) - 말라 맵플스 역
- 카운트다운 (2002년)
- 유 비롱 투 미 (2001년)
- 겟 오버 잇 (2001년)
- 복제 인간 (1997년)
- 나의 100명의 아이들 (1987년)